# ティアムーン帝国物語〜断頭台から始まる、姫の転生逆転ストーリー〜
『ティアムーン帝国物語〜断頭台から始まる、姫の転生逆転ストーリー〜』（ティアムーンていこくものがたり〜だんとうだいからはじまる、ひめのてんせいぎゃくてんストーリー〜）は、餅月望による日本のライトノベルまたはそれを原作とするメディアミックス作品。
小説投稿サイト「COMICOチャレンジ」に投稿していたが、吹き出し無しの小説形式にリメイクし、同じく小説投稿サイトの「小説家になろう」にて2018年8月から連載が開始されている。COMICO版は、第一部で完結し、第二部以降はなろうで連載している。
TOブックスより2019年6月から単行本版が書籍化刊行され、さらにTOジュニア文庫（TOブックス）より2022年12月から新書判の児童書版が刊行されている。イラストは単行本版がGilse、児童書版がU35が担当。『このライトノベルがすごい！』単行本・ノベルズ部門では2021年版で6位を獲得。
コミカライズに関しては、杜乃ミズによる本編のコミカライズ『ティアムーン帝国物語〜断頭台から始まる、姫の転生逆転ストーリー〜@COMIC』が「COMICコロナ」で2019年8月12日から連載開始されたが、「コロナEX」のオープンによりそちらへ移籍となった。
また本作を原作とした「従者たちの物語」を描いたスピンオフ「従者たちの物語」である『ティアムーン帝国物語〜従者たちのお茶会〜』が同サイトにて2023年1月30日より連載開始。外伝の話などが描かれた小説短編集のコミカライズ『ティアムーン帝国物語短編集@COMIC』が同サイトにて、2024年8月1日よりアンソロジー形式で連載開始。
2025年8月時点で電子版を含めたシリーズ累計部数は260万部を突破している。

## あらすじ

### 第一部『断頭台の姫君』
- 単行本版　第1巻 - 2巻
- 児童書版　第1巻 - 4巻
- コミカライズ　第1話 - 46話 (第1巻 - 第10巻)
- アニメ　第1話 - 12話

ティアムーン帝国で、わがまま姫と蔑まれた皇女ミーアは、ギロチンで首を落とされ処刑された。しかし、再び目覚めると自身が12歳のころに逆行していた。処刑までの出来事をミーア自身が書き記した血染めの日記と処刑までの記憶を頼りに、ギロチン処刑を回避しようと、失敗した人生をやり直す日々が始まった。
ミーアの本音は「自分ファースト」。仇敵を遠ざけ、人脈作りに励むうちに、大陸全土の未来を大きく変えていく。また、元々プレイボーイとして有名だったアベルと仲良くなり、アベルは王族として優秀な人物となっていき、いつしかミーアはアベルに無自覚な恋心を持っていた。
そんななか、一連の行動によりギロチン処刑の運命を決定したルールー族との抗争を阻止した結果、日記は消滅。ミーアの処刑は完全に回避された。
しかしその直後、アンヌから革命の勃発を告げられる。ただし革命が起きたのはティアムーン帝国ではなくレムノ王国だった。自分の記憶には無いレムノ王国での革命に動揺するも、アンヌやシオン達との会話と、何よりもアベルに会いたい一心で革命騒動に身を投じることとなった。
１周目でのティアムーン帝国での革命も今回のレムノ王国での革命騒動も最終的には、風鴉による主であるはずのシオンも巻き込んだ策略であったことが発覚。風鴉も全員捕縛され、風鴉は、他国主権への介入の停止と、白鴉を切り離し再編成する事となり、革命は終結した。

### 第二部『導（しるべ）の少女』
- 単行本版　第3巻 - 5巻
- 児童書版　第5巻 -
- コミカライズ

風鴉によるレムノ王国での革命が終結し、一旦は穏やかな未来が約束されたように見えた春のある日、ミーアの前に孫娘のミーアベルが未来より転移してきて悲惨な未来を告げる。それはミーアが帝位を放棄し、その後の紛争の結果、ミーアが毒殺され帝国も滅びたというものであった。
今度はミーアベルが持ってきた未来の伝記『聖女ミーア皇女伝』を頼りにして、未来改変の物語が再開する。

### 第三部『月と星々の新たなる盟約』
・単行本版　第5巻 - 7巻
皇女伝には聖夜祭での自らの暗殺計画が記載されていた。
ある日ミーアはレッドムーン公爵家公女であるルヴィ・エトワ・レッドムーンに秋の馬術大会での決闘を挑まれる。ミーアはルヴィに厳しい条件を突きつけるが、結局ミーアは決闘を受けることになった。そして馬術大会の日、ミーアはルヴィに勝利し、条件を守って貰おうとするが、ルヴィが決闘を申し込んだ真意に気付き、結果的にルヴィを味方に引き入れることとなった。
ある朝皇女伝を読んだところ暗殺が変わらず明記されており、ミーアは暗殺計画の先延ばしでなく、根本的に解決できる方法はないかと思案する。
聖夜祭当日、ベルはシュトリナ、リンシャと出かけた途中、バルバラによって誘拐されてしまう。ミーアはベルを人質にされ、馬と一人でバルバラらの元へ向かう。ミーアは追いかけられつつもなんとか逃げ出し、仲間達の援護もあって帰還した。やがてルードヴィッヒの力によりバルバラらをイエロームーン公爵家へ追い込むことに成功。しかし、ローレンツは蛇を裏切るつもりだったと知る。そしてイエロームーン公爵家も味方に引き込むことになった。
やがて帝国でミーアの誕生日が開かれ、その際ミーアが至高の色とされる紫のドレスを着たことでミーアの真意とは裏腹に、貴族達にはミーアの、帝位を継がんという意思表明と受け取られてしまう。

### 第四部『その月の導く明日へ』
・単行本版　第7巻 - 11巻

### 第五部『皇女の休日』
・単行本版　第12巻 - 13巻

### 第六部『馬夏の青星夜の満月夢』
・単行本版　第13巻 - 14巻

### 第七部『輝け！ 黄金の海月の灯台』
・単行本版　第15巻 - 第17巻

### 第八部『第二次司教帝選挙〜女神肖像画の謎を追え！〜』
・単行本版　第18巻 - 

## 登場人物
声優はドラマCDおよびテレビアニメでの配役。ドラマCD第2弾・第3弾、テレビアニメでのナレーションは成田剣が担当。舞台版での登場人物および配役は#舞台を参照。

### 主要人物
ミーア・ルーナ・ティアムーン
声 - 上坂すみれ
本作の主人公。ティアムーン帝国の第一皇女。見た目は可憐で、普段はポンコツだが、地頭は良く、ここぞという時だけ叡智を発揮する。甘いもの食べると頭の回転が良くなる。基本的に素直でお人よしだが小心者。黄月トマトが嫌い。社交ダンスが得意。キックが下手で全く痛くない。
最初の時間軸では帝国で革命が勃発、ルードヴィッヒと共に各地を周り、帝国を立て直す改善をするものの、17歳の時に捕らえられて3年間幽閉され、20歳の時にギロチンで処刑された。しかし、革命勃発から処刑までの記憶とそれを綴った日記を持ったまま8年前の過去（12歳の誕生日の前）に意識が逆行し、ギロチン処刑を回避しようと東奔西走することになる。
逆行した後も性格は変わっておらず、基本的に相手がどう解釈するかで物事を進めていくことで「帝国の叡智」と呼ばれていく。だが実際、わざと木を蹴ってルールー族に攻撃させることでディオンの部隊を撤退させたり、レムノ王国の革命を最初の時間軸で起きた自国の革命と照らし合わせ、裏でサンクランドが糸を引いてる事を察したりと、本当に叡智を発揮する事もある。最初の時間軸での幽閉生活で劣悪な環境を強制されたため、嫌いだった黄月トマトを平気で食べられるようになり、貧民街の悪臭に全く動じなくなるなど、ある程度耐性が出来ている。
ミーアベルがいた未来世界では、アベルと結婚しており、8人の子どもがいる。また、ベルが来た段階では、王位継承権を放棄し、帝国の4大公爵の中で王位継承権争い勃発し、ミーアを女帝にすべくルートヴィッヒが動く中、毒をもられ30日間苦しんで死んでいる。回避した未来世界では、まだ存命であり、ベル曰くアベルとイチャイチャしている。
ミーアベル・ルーナ・ティアムーン
声 - 内田真礼
本作のもう1人の主人公。帝国で革命が起きなかった時間軸の未来から本編の時代へとやってきた少女。最初に現れた時は帝国が荒廃した未来から、一度消えた後に再来した時はミーアが治める未来の帝国からやってきた。未来におけるミーアとアベルの孫娘で、作中では主に「ベル」という愛称で呼ばれる。一人称は「ボク」。なお、彼女のファーストネームは未来のミーアが自分とアベルの名前を合わせて名付けたものである。ミーアの事を尊敬している。
ミーアの孫である事はミーア以外には秘密にしており、皇帝の隠し子（ミーアの妹）という設定で通している。しかし5章では、ミーアの孫である事を打ち明けた。
アンヌ・リトシュタイン
声 - 楠木ともり
ミーアの専属メイド。平民出身で、リトシュタイン家の長女。誕生日は年末でミーアの誕生日の7日後。年齢はミーアの5歳上。
最初の時間軸では革命が起きた後、収監されたミーアを世話していた（元からミーア担当のメイドではあったが、平民ということもあり、帝政が盤石だった時代では大勢のうちの1人に過ぎなかったようである）。ミーアに最期まで付き添ったのはアンヌだけであり、巻き戻った後のミーアはその優しさと恩義に報いるべく、アンヌを専属メイドに任命した。
思い込みが激しいことがあり、例えばミーアがルードヴィッヒを仲間に加える為接触した際、勝手に恋愛がらみと思い込んだ。ダンスパーティーでは「好きに使って良い」と与えられた金を「このお金で何かを成せ」と思い込んだことによって、ティオーナを助けることとなった。
ルードヴィッヒ・ヒューイット
声 - 梅原裕一郎
ティアムーン帝国の文官。ミーア四天王の一人。優秀だが辛辣な毒舌家。最初の時間軸のミーアは彼にしごかれていたために、日記には名ではなく「陰険メガネ」などと書き記し、ルードヴィッヒ本人に対してもその類の呼称で呼ぶことがあった。またその毒舌が災いして上司に嫌われ、地方へ左遷されていた。その後の帝国の状況が悪化した段階で、帝都に戻りミーアと一緒に帝国を立て直すの改善に尽力するが、風鴉の工作によりすでに手遅れだった。
ミーアの事は毒舌で文句を言いつつも悪く思ってはおらず、処刑直前までルードヴィッヒがミーアの助命活動を続けていたことは、アンヌ経由でミーアに伝わっていた。
本編の時間軸ではミーアがルードヴィッヒの左遷を未然に阻止し、自分の片腕として重用する。また日記にルードヴィッヒの発言を一語一句書き留めていたミーアが発言を模倣することで、ルードヴィッヒはミーアが聡明な人物と思っている。
ミーアベルがいた未来では、ミーアベルに色々教えている。丸くなりミーアベルが寝ても「自分の教え方が悪かった」と謝ったり、最後まで寝ないで話を聞いてたら「よく頑張ったね」と頭を撫でてくれる。
アベル・レムノ
声 - 松岡禎丞
レムノ王国の第二王子。最初の時間軸では兄ゲインや同い年のシオンとの器量の差を感じた結果、努力することを放棄してプレイボーイとして浮名を流した挙句、モニカに暗殺されてその生涯を閉じた。
本編の時間軸では、革命が起きた時に援軍を送ってくれる相手として期待したミーアによって、シオンに劣らない可能性を持つと持ち上げられた結果、努力してシオンの好敵手としてふさわしい考え方や能力を身に着けることになった。また最初の時間軸では学園においてカード娯楽クラブに所属していたが、本編時間軸ではミーアに背中を押された結果、馬術を鍛える為馬術クラブに所属している。
剣術大会においては1回戦目で兄ゲインと戦うことになり、「見る目が無い」とミーアを侮辱したゲインに激昂し勝利。その後3回戦目でシオンと対決、剣を振り下ろす威力で腕を痺れさせてカウンターを阻止するなど激闘を繰り広げたが、雨で大会そのものが中止となり決着はつかなかった。
その後レムノ王国で革命が起きた際はダサエフ・ドノヴァンが誘拐されたことを把握しておらず、税の引き上げ反対が理由だと思い込んでいたため、領民の蜂起を武力で鎮圧するため自ら戦場に出撃しようとするが、その前に出撃を知ったシオンから決闘を申し込まれる。アベルも承諾し1対1の決闘が行われるが、ディオンによって止められ、ダサエフ・ドノヴァンが誘拐されたこと、領民の要求が税の引き上げ中止ではなく誘拐されたダサエフ・ドノヴァンの解放だったことを初めて知ることとなった。
ミーアベルが育った未来では、ミーアの伴侶であり、8人の子どもがいる。ミーアベルの祖父である。ミーアベルによると娘や孫に寄って来る貴族連中を全員追い払っている為「剛盾のアベル」「堅牢要塞のアベル」と言われてる。
シオン・ソール・サンクランド
声 - 堀江瞬
大国であるサンクランド王国の第一王子。白銀の髪をした容姿端麗で頭脳明晰、また武勇やダンスにも優れており、多くの賞賛や憧憬を受けている。セントノエル学園ではミーアと同級生。幼少期はキースウッドとともに勝手に夜食を作って食べるなど、やんちゃもしていたらしい。
正義感は強いが視野が狭く、ミーアが処刑された最初の時間軸では混沌の蛇や風鴉の策略にまんまと利用されており、混沌の蛇や風鴉が流したミーアの悪い噂を鵜呑みにしまいミーアとの関係は悪化し、ミーアを軽蔑する。ティオーナ監禁事件もティオーナ、キース・ウッド、ラフィーナと共に帝国貴族がやった＝ミーアが主犯と決め付けてしまい(実際はミーアは無関係だった)更に関係は悪化し、その後、ティアムーン帝国で革命が起きるとティオーナ達の革命勢力を援助し、ミーアの人となりや背景事情を知ろうともせず、ルードヴィッヒによるミーア助命の願いも一蹴している。その後、混沌の蛇や風鴉に操られるがままに弟エシャール、兄弟同然のキースウッドをも処刑。「断罪王」と呼ばれ恐れられて孤独となっていた。
本編の時間軸では当初は「帝国の叡智」と（勝手に）評価されるミーアを信用していなかったが、帝国の貴族に虐められていたティオーナを助ける姿を見て評価を上方修正。その後シオンからミーアにダンスパートナーへ誘うが、ミーアは最初はシオンと距離を取ろうとして誘いを断った。しかし、前の時間軸と違う様々な変化があった結果結局ダンスを踊ることになるうえ、ミーアと友人関係になる。またティオーナの監禁事件をキースウッドから知らされ、ミーア姫の関与を疑う報告をされた際は最初の時間軸とは逆に真っ先に否定した。
剣術大会では3回戦目にてアベルと対決、得意のカウンターを主軸とする戦法で激闘を繰り広げたが、雨で大会そのものが中止となり決着はつかなかった。
レムノ王国の革命においては民に攻撃を仕掛けようと出撃するアベルに対し、前述の視野の狭さから激怒、城に赴きアベルに決闘を仕掛けるが、ディオンによって止められる。更に革命が自国の風鴉による暗躍と知り謝罪、ミーアから足を蹴られる罰を受けた（なお全く痛くなかったのだが、シオンはわざと手を抜いたと勘違いした。）。
ミーアベルが育った未来では天秤王と呼ばれている。
ティオーナ・ルドルフォン
声 - 高尾奏音
ティアムーン帝国の辺境域に領地を持つ辺土伯の長女。苦しむ民のために動く聖女と呼ばれる人物だが最初の時間軸では革命の旗印となった人物であるため、本編時間軸のミーアは自分を陥れた存在として最初は恐怖と若干の恨みがましさを抱いていた。ルードヴィッヒが「一回でもミーアに会って話してみてくないか」と助命をするも父の仇でもあり、仇を取る事以外考えてはいなかった為、今更ミーアに会っても意味がないと断る。しかし、ミーア処刑後に父を殺したのは帝国の王族ではなく、サンクランド王国の諜報部隊の風鴉だと判明してそれが世間に明るみになり、弟セロが、帝国の王族や貴族に復讐する為に新開発した麦を出すタイミングを遅らせた事により多くの人々が餓死をしたことも明るみになり、ティアムーン帝国は分裂してしまう。あの時ルードヴィッヒの言う通りミーアに会って話していればと生涯強く後悔する事となった。
本編の時間軸ではセントノエル学園で他の貴族の虐めに遭っていたところをミーアに助けられ（ミーアは本来助けるつもりは無かったのだが、アンヌの「必ず助けるはず」という期待を裏切れず、やむを得ず助けることになってしまった）、ミーアに好感を持つようになった。その後のダンスパーティーでの妨害に遭い監禁された時は、キースウッドがミーアが誘拐に関与していると発言した際ミーアを庇い、関与を否定している。また妨害でボロボロにされたドレスは、アンヌがミーアから貰った金でドレスを新調し解決した。
その後、弟であるセロの教育の機会についてミーアに相談を持ち掛ける。
キースウッド
声 - 増田俊樹
シオンの従者。元々はエイブラムによって保護された戦災孤児で、幼少期からシオンと兄弟同然に育っており、気の置けない仲。
最初の時間軸ではミーア処刑後にシオンの弟と共に、混沌の蛇や風鴉に唆されたシオンによって断罪された。
ティオーナの監禁事件にたまたま出くわし、ティオーナ救出に協力する。その際誘拐事件の犯人を、見張りが持っていたハンカチの紋章からティアムーン帝国の貴族と推測。ミーアの関与も疑うがこちらは自身も本気で疑ってはいない。
剣術大会では、誰もまともに料理がしたことが無いミーア達のお弁当作りに指示役として介入し、どうにか馬型のサンドイッチを完成させる。
レムノ王国の革命においてはミーア・シオンとはぐれてしまい別行動を取り、その中で風鴉の暗躍の報告を受けシオンに報告した。
リオラ・ルールー
声 - 斎藤楓子
ティオーナのメイド。ルールー族の出身で身体能力が高く、また、弓の名手である。帝国の言葉に慣れておらず、片言で話す。
ティオーナが監禁された際一人だけ脱出に成功し、逃げていたところでアンヌと遭遇し、助けを求める。またこの行動がキースウッドの目に留まり、彼の助けもあってティオーナの救助に成功した。
ラフィーナ・オルカ・ヴェールガ
声 - 東山奈央
ヴェールガ公国の公爵令嬢。ミーアが入学した時の生徒会長で実質的な学園の支配者。
最初の時間軸ではティオーナ監禁事件をきっかけにミーアとの接触を避けており、帝国に革命が起きるとティオーナとシオンを支援した。ラフィーナが卒業するころには、大陸全土に飢饉や革命の火が広がっていた。当然、セントノエル学園も休校状態となっていた。その後、ラフィーナは暗殺されている。
本編時間軸ではティオーナを助けたミーアの振る舞いや、平民のアンヌと近しく接するミーアの様子を見て、ミーアと積極的に友好関係を持とうとしている。ミーアはラフィーナの態度が柔らかくなったと感じながらも、脅威に変わる可能性があると恐れ続けている。
ミーアベルが最初に転移してきた時間軸では、友人のミーアが毒殺されたことをきっかけに、司教帝と称して混沌の蛇に対する武力制圧を目指す。それにより各国で彼女の支持派と反対派による騒乱が勃発してしまった。
クロエ・フォークロード
声 - 高橋李依
ミーアのセントノエル学園での同級生。社交的な父と違ってコミュ障気味で、いつも1人で本を読んで過ごしていた。
本好きな事でミーアに目をかけられ、彼女の読み友になる。
レムノ王国の革命においては父のコネを使い、ミーアたちを馬車でレムノ王国へ送り届ける。
ディオン・アライア
声 - 古川慎
ティアムーン帝国軍の百人隊の隊長。最初の時間軸で、ルール族との戦闘となりディオン以外が死んでしまう。ミーアの死刑執行人を務めた人物であり、本編の時間軸で再会した後もミーアからは恐怖の対象として見られている。
本編の時間軸では「静海（セイレント）の森」のルールー族との戦闘を回避したミーアに興味を持つ。その後、ルードヴィッヒのスカウトに応じて、軍籍はそのままでミーアの護衛などサポートするようになる。以後はミーアの手足として動くこととなり、レムノ王国の革命の際はアベルとシオンの決闘を力づくで止めてみせた。
後世ではミーア四天王の一人とされている。
エメラルダ・エトワ・グリーンムーン
声 - Lynn
グリーンムーン公爵家の長女。お姉さん気質で割と面倒見が良い。典型的な貴族の思考を持っており、「ミーアの一番の親友」を自称しているが、以前の時間軸ではグリーンムーン公爵家が革命の際に真っ先に国外逃亡したことから、本編時間軸の最初はミーアに信用されていなかった。ガレリア海でのサバイバル体験の途中からミーアから親友として扱われている。
シュトリナ・エトワ・イエロームーン
イエロームーン公爵家の長女。ミーアベルと友達になる。愛称は「リーナ」。
パトリシア・クラウジウス
第4部「真エピローグ」から登場したミーアやベルに似た顔立ちの謎の少女。愛称は「パティ」。初登場時は10歳だが、外見はそれより幼く見えていた。当初は表情が乏しかったが、それは混沌の蛇から教育を受けた結果だった。
その正体は過去の時間軸から飛ばされてきた人物。後にティアムーン帝国の皇妃となり、マティアスの母（ミーアにとっては父方の祖母）となる女性である。現在の時間軸では既に故人であり、生前の彼女を知るローレンツからは「聡明な方だった」と評されている。

### ティアムーン帝国の関係者

#### 帝室の関係者
マティアス・ルーナ・ティアムーン
声 - 松山鷹志
ミーアの父親で、ティアムーン帝国の皇帝。
アデライード・ルーナ・ティアムーン
ミーアの母親。故人。
パトリシャンヌ・ルーナ・ティアムーン
ミーアの娘であり、ミーアベルの母親。第3皇女。

#### 宮廷関係者
ムスタ・ワッグマン（料理長）
声 - 高橋伸也
ティアムーン帝国の宮廷料理長。本名が判明したのは第四部（単行本第8巻）で、それ以前は単に「料理長」と表記され、アニメ版での役名もそうなっている。
最初の時間軸では黄月トマトが嫌いなミーアに、黄月トマトの料理を出した結果クビにされているが、本編の時間軸ではクビにはならず、料理長を続けている。
ペトラ・ローゼンフランツ
最初の時間軸でミーアの専属メイドだった少女。ローゼンフランツ伯爵家の三女。
原作第12巻の電子書籍版特典の番外編「専属メイドになりそこなった少女」では、彼女が主役を務める。
要領が良くお世辞を言うのが上手いが、メイドとしての仕事は不真面目であり、風邪をひいたミーアを放置して友人とお茶会を楽しむなど、主人に対する忠誠心も高くはなかった。

#### 月省の関係者
バルタザル・ブラント
ルードヴィッヒの兄弟弟子。伯爵家の出身。地方政治を担う赤月省の文官を務める。ミーアを女帝の地位につけるべく、ルードヴィッヒと共闘中。
ジルベール・ブーケ
ルードヴィッヒの後輩にして弟弟子。帝都の政務を担う青月省の役人。立ち回りが上手い世渡り上手。

#### 軍事関係者
バノス
声 - 江頭宏哉
ディオンの副官で、ティアムーン帝国軍の百人隊の副隊長。熊のような風貌の大男。
最初の時間軸では、ルールー族との紛争で戦死している。
本編の時間軸では、上記の紛争における全面衝突をミーアが未然に防いだことで生存。元の百人隊の大部分と一緒に皇女専属近衛兵（プリンセスガード）に編入し、隊長となる。
オイゲン
ミーアが最初に新月地区を視察したときに護衛にあたった近衛兵の一人。いわば最初の皇女専属近衛兵。

#### 四大公爵家の関係者
ヤーデン・エトワ・グリーンムーン
グリーンムーン公爵家の長男。エメラルダの弟。
ニーナ
声 - 小原好美
エメラルダの専属メイド。エメラルダには自分の名前を呼んでもらえない。
サフィアス・エトワ・ブルームーン
ブルームーン公爵家の長男。婚約者であるレティーツィアとは相思相愛。
ヨハンナ・エトワ・ブルームーン
ブルームーン公爵夫人。サフィアス・カルラの母。アデライードの親友だった。
カルラ・エトワ・ブルームーン
ブルームーン公爵家の長女。サフィアスの妹。
ダリオ・シューベルト
サフィアスの従者。シューベルト侯爵家の子息。
レティーツィア・シューベルト
サフィアスの婚約者。シューベルト侯爵家の令嬢であり、ダリオの姉。
ルヴィ・エトワ・レッドムーン
レッドムーン公爵家の長女。男装の麗人。
実はバノスに密かに想いを寄せており、最初の時間軸ではバノスが戦死するルールー族と百人隊の紛争の原因を作ったミーアのことを恨んでいた
ローレンツ・エトワ・イエロームーン
イエロームーン公爵家の現当主。シュトリナの父。
ビセット
イエロームーン公爵家に仕える執事。64歳。ローレンツに何らかの恩義を感じている様子。

#### 新月地区の関係者
神父（モレス）
声 - 関幸司
ティアムーン帝国の貧民街「新月地区」の教会の神父。教会に併設された孤児院も管理しており、ミーアが保護したワグルの世話を任される。
原作・コミカライズ・アニメでは本名が不明で、アニメでの役名も「神父」とのみ表記されている。「モレス」という名前は舞台版のみ登場する。
セリア
新月地区の孤児院に暮らす少女。秀才であり、本編の時間軸においてミーアが学園都市計画を立ち上げる時、その才能を見出される。

#### ルドルフォン辺土伯領
セロ・ルドルフォン
声 - 関根明良
ティオーナの弟。前の時間軸ではラフィーナの後援を受けいる。ミーアの死後、父の仇であるティアムーンに革命を導き滅ぼす為に新開発した小麦の登場のタイミングを図っていた。しかし、飢饉が最悪の状況に至るまで小麦を出す事を渋り研究中の名のもとに秘匿していた事が明かされてしまい、「私情で多くの人々を見殺しにし母国を滅ぼした農学の悪魔」「大陸の人々を最も殺した男」「ミーア皇女を超えた、大陸史上最悪の虐殺者」とまで呼ばれるに至った。そして彼が開発したルドルフォン麦は「大陸の人々の人心を惑わせ、親しかった隣人同士を殺し合いに導いた、悪魔の小麦」とまで呼ばれ、大陸最悪の禁忌として封印されてしまった。本編時間軸ではミーアが帝国に設立したミーア学園で、寒さに耐える新種の小麦を開発した。
ルドルフォン辺土伯
声 - 谷昌樹
ティオーナとセロの父親。最初の時間軸ではサンクランドの風鴉によって殺害されている。

#### ルールー族
ルドルフォン辺土伯領とベルマン子爵領の境界に広がる森林地帯「静海（セイレント）の森」に暮らす少数民族。多くの者は作品世界における公用語に不慣れであるため、同族以外との会話では片言で話す。
族長（エグル）
声 - 中博史
ルールー族の族長。原作では「族長」とのみ呼ばれ本名不明だったが、舞台版ではエグルという名になっている。
実はワグルの母方の祖父。族長としての意地と誇りに縛られて娘と対立したことを悔やんでいたが、ミーアを介して孫との対面を果たすことができた。
ワグル
声 - 小若和郁那
ティアムーン帝国の貧民街「新月地区」に住んでいる孤児の少年。母を亡くし、飢えのため死にかけていたところ、新月地区へ視察に訪れていたミーアに助けられ、孤児院に保護されて一命を取り留めた。
実はルールー族の族長の孫。ワグルの母（族長の娘）は他の部族の男性と関係を持ったことで族長との関係が悪化。赤子（ワグル）を連れて帝都に出てきた後、病で亡くなった。ワグルがミーアに渡した「一角馬（ユニコーン）のかんざし」は彼の母の形見であり、元々は族長が妻に送り、彼女の死後に娘（ワグルの母）に受け継がれていたものであった。
ラエロ・ルールー
リオラの兄で、ルールー族の戦士。コミカライズ版の第6巻書き下ろし小説番外編「その剣の意味は」にて初登場。
最初の時間軸では帝国軍百人隊との戦闘で戦死している。
本編の時間軸では百人隊とルールー族の戦闘が未然に防がれたため生存している。

#### 貴族
ブリス・ベルマン
声 - 佐藤せつじ
ルドルフォン辺土伯領の隣に領地を持つ子爵。自分より格下のルドルフォン辺土伯の領地が自分の領地より広いことを好ましく思っていないが、ルドルフォン辺土伯の領地の殆どが森ばかりであることで何とか耐えている。
混沌の蛇の一員に唆される形で、境界となっているルールー族が暮らす「静海（セイレント）の森」を開墾して自分の領地を広げようと考える。ミーアが処刑された最初の時間軸では、このことが革命の進行とギロチン処刑の遠因となっていた。
本編時間軸ではミーアによって自身が派遣した兵を勝手に引き上げられて不満を持つが、自身の領地内にミーア学園を建てることとなり、その学園建設を任される名誉を与えられたことで満足した。

#### その他のティアムーン帝国の関係者
エリス・リトシュタイン
声 - 羊宮妃那
アンヌの妹で、リトシュタイン家の次女。年齢はミーアと同じ。病気がちでベッドに臥せていることが多い。小説を執筆するのが趣味。
最初の時間軸では飢饉が原因で満足な食事が取れず、ミーアが処刑されるよりも前に亡くなった。エリスが執筆した小説『貧しい王子と黄金の竜』をアンヌが獄中のミーアに読み聞かせていたが、エリスの死によって未完に終わり結末を見届けることができず、ミーアにとって心残りの一つになっていた。
本編の時間軸では、アンヌがミーア付きのメイドになり実家に入れる給料が上がって栄養のある食事が摂れるようになり、体調も良くなった。また、ミーアがアンヌの実家を訪問した際にエリスが前述の小説の著者であったことを知り、エリスを自分のお抱え芸術家とした。ミーアベルが初めて転移してきた時間軸の未来ではベストセラー『聖女ミーア皇女伝』を著わすことになる。
ガルヴァヌス・アルミノス
ルードヴィッヒの師匠。「放浪の賢者」「老賢者ガルヴ」と呼ばれる老人。フィールドワークが趣味であり、いろいろなことに興味を持ち、帝国各地を練り歩く。貴族や帝室のことは元々嫌っていた。

### サンクランド王国の関係者

#### サンクランド王国の王族
エシャール・ソール・サンクランド
サンクランド王国の第二王子で、シオンの弟。
エイブラム・ソール・サンクランド
サンクランド王国の現国王で、シオンとエシャールの父。

#### 風鴉（かざがらす）
サンクランド王国の諜報部隊。
元々は国や軍事に活用する為に他国の情報を持ち帰る機関だったが、ジェムが領土拡大計画を唱え出し、特務部隊「白鴉(はくあ)」がシオンに無断で作られた。それにより他国に潜入し弱体化させ、さらにシオンを焚き付けることで正義の名の下に他国を破滅させ、サンクランドの領土拡大を行う計画を実行し始める。標的は最初の時間軸ではティアムーン帝国であり、ミーアの処刑により計画は成功。アベルの暗殺にも成功。そして自国の王のシオンすらも断罪王と化し孤立に追い込む事となる。
本編の時間軸ではティアムーン帝国崩壊は、ミーアの活躍により失敗に終わったため、標的を変更しレノム王国の革命を扇動するも、ミーア達の活躍で、計画が全て明るみになり、風鴉の他国主権への介入の停止と、白鴉を切り離し再編成する事となった。
モニカ・ブエンディア
声 - 長谷川育美
風鴉の一員。レムノ王国にアベル付きの従者として潜入していた。最初の時間軸ではアベルを暗殺している。
2度目の時間軸では標的がレムノ王国に変わったためジェムの近くにいることになり、秘密裏にジェムを裏切りシオン達に伝書烏を使って革命の真実を伝えた。革命騒動が終結を迎えるとサンクランドへと帰国。のちセントノエル学園にてシオンたちのサポート要因として任につく。
グレアム
声 - 伊丸岡篤
風鴉の特務部隊「白鴉（はくあ）」の一員で、モニカの上司にあたる男。30代。レムノ王国の政府内部に文官として潜入し諜報活動に従事し、祖国のために暗躍する。愛国心が強く生真面目な性格で、目的のためならば手段を選ばないが、計画通りに物事が進まないと胃が痛くなる性質。

#### その他のサンクランド王国の関係者
ランプロン伯
エシャールの養育係。サンクランド王国の貴族で、典型的な「領土拡大派」の1人。
コネリー・コルドウェル
ランプロン伯邸の警備隊長。

### レムノ王国の関係者

#### レムノ王国の王族
レムノ国王
声 - 平林剛
アベルやゲインらの父親。
ゲイン・レムノ
声 - 深町寿成
アベルの兄で、レムノ王国の第一王子。
クラリッサ・レムノ
アベルの3歳年上の姉。ミーアの調べた情報によると、慎ましく内向的な人物。
ヴァレンティナ・レムノ
レムノ王国の第一王女で、ゲインとアベルの長姉。アベル曰く「優しいけどそれ以上に強くて格好いい人」。レムノ王国の男尊女卑の考え方に疑問を抱いていたらしく、アベルに「女の子に優しくしてほしい」と言い聞かせており、これが彼の人格形成に深い影響を与えている。
ミーアが14歳になる年の5年前に亡くなった。

#### 政治・軍事関係者
ダサエフ・ドノヴァン
声 - 玉井勇輝
レムノ王国の宰相を務めている伯爵。60歳近い老練の政治家で、賢明で温和な人柄の良心的な人物として王国の国民からも人気を得ている。国王によって発令された軍備増強と、それに伴う増税にも反対していた。
ある時ジェムによって誘拐され、それを王族の仕業に見せかけることで革命の火種となった。
ゴリアル
声 - 喜屋武和輝
金剛歩兵団の団長。
ベルナルド・ヴァージル
声 - 松田健一郎
レムノ王国の即応軍・第二騎士団の団長。剛鉄槍（ごうてつそう）の二つ名を持つ同国有数の戦士。
ギミマフィアス
全身金属鎧の騎士。59歳。レムノの剣聖の異名を持つ強者で、全盛期はディオンと並ぶ程度の腕前。レムノ王家の剣術指南役でもある。

#### 革命軍の関係者
リンシャ
声 - 白石晴香
レムノ王国の没落貴族の娘。兄のランベールを憂い、ミーアに革命を止めてほしいと嘆願する。
革命騒動が収まったのち、ラフィーナの紹介でミーアベルの従者になる。
革命終結後、本来ならば処刑される身だったのだが、ミーアの提案とシオンの国王への嘆願により不問となった。
ランベール
声 - 加藤渉
リンシャの兄。ジェムの口車にまんまと乗せられ、レムノ王国の革命派の中心人物に担ぎ上げられる。
革命終結後、本来ならば処刑される身だったのだが、ミーアの提案とシオンの国王への嘆願により不問となった。

#### その他のレムノ王国の関係者
ムジク
声 - 相馬康一
レムノ王国のドニ村に住む猟師。

### 聖ヴェールガ公国の関係者
オルレアン・オルカ・ヴェールガ
ヴェールガ公爵家の現当主。娘のラフィーナを溺愛しており、ミーアの父・マティアスに勝るとも劣らない親馬鹿。ラフィーナの頭痛の種になっている。
サンテリ・バンドラー
セントノエル島の警備主任。60歳。頑固な性格。
マルコ・フォークロード
声 - 上田燿司
クロエの父親。ティアムーン帝国の南東にある独立港湾都市「セントバレーヌ」（ヴェールガ公国の飛び地領）を拠点とするフォークロード商会の長で、爵位を賜る程の大商人。
マルティン・ボーカウ・ルシーナ
司教にして伯爵を務めるヴェールガの重鎮。
現在はヴェールガ公国の飛び地である、自由港湾都市セントバレーヌに派遣されている。公明正大な人間だが、ヴェールガの聖職者以外は善にでも悪にでもなる、気まぐれな『人』に過ぎないとし、余り信用していない。
息子のリオネルにセントノエルの生徒会長になるよう指示する。
リオネル・ボーカウ・ルシーナ
ルシーナ司教の長男でレアの双子の兄。ラフィーナの卒業後にセントノエル学園に入学する。
学園の生徒会長の座をミーアから奪うため立候補し、ミーアベルやシオンの支援を受ける。ミーアが擁立したレアに選挙で敗れたが、副生徒会長に任命される。
ミーアベルはリオネルを自分の父方の祖父と推測している。
レア・ボーカウ・ルシーナ
ルシーナ司教の長女でリオネルの双子の妹。
ミーアにより生徒会長の後継者として擁立され、選挙で兄に勝利し学園の生徒会長となる。
ミーアベルが転移してくる元になった二度目の時間軸では、ミーアがそのまま生徒会長選挙に立候補してリオネルに圧勝すると、レアが混沌の蛇の知識の影響を受け司教帝となり、ラフィーナをヴェールガから追放する未来となっていた。

### ペルージャン農業国の関係者
ラーニャ・タフリーフ・ペルージャン
ペルージャン農業国の第三王女で、ミーアのセントノエル学園での学友。
アーシャ・タフリーフ・ペルージャン
ラーニャの姉で、ペルージャン農業国の第二王女。飢餓をなくしたいと思って、セントノエル学園で植物学を習得した。ミーアが帝国に設立する学園の講師として招かれる。セロと一緒に寒さに強い新型小麦を開発する。
ユハル・タフリーフ・ペルージャン
ペルージャン農業国の国王で、アーシャとラーニャの父親。

### ミラナダ王国の関係者
タチアナ
ミーアが3年生の年にセントノエル学園に入学してきた少女。ミラナダ王国の平民出身。深く沈んだ灰色の髪と、濃い緑色の瞳が特徴で、オドオドした態度も相まって小動物のような可愛らしい雰囲気を醸し出している。医者である父親の影響で医療関係に造詣が深く、その父親を5歳の時に亡くしてからは独学で医療の知識や技術を身に付けてきた。
シャローク・コーンローグ
ティアムーン帝国の南東にある独立港湾都市「セントバレーヌ」（神聖ヴェールガ公国の飛び地領）を拠点に、大陸の各国に様々な商品を卸している大商人。セントバレーヌの西方にあるミラナダ王国の出身。

### 騎馬王国の関係者
林 馬龍（リン・マーロン）
声 - 間島淳司
ミーアより5歳年上の先輩。騎馬王国の出身者で、セントノエル学園では馬術部の部長を務める。Web版第一部第四十六話で初登場した際に付記された設定資料（書籍版ではカット）では「十二部族の一つ、龍族の族長の係累」とあり、コミカライズ版でも同様に龍族と説明があるが、第四部で騎馬王国が舞台となった際には「林の一族」となっている。
火 慧馬（カ・エマ）
馬駆の妹。乗馬に優れ、狼を使役することもできる。愛馬は影雷と兄弟馬の蛍雷（けいらい）。
ミーアとの出会いは盗賊団の一員としてであったが、後にミーアを友人とみなすようになる。
火 燻狼（カ・クンロウ）
蛇導士。火の一族出身ではあるが、馬駆と慧馬の血縁ではない。
ゲルタ
ティアムーン帝国シューベルト公爵家に使えている老メイド。

### ガヌドス港湾国の関係者
オウラニア・ペルラ・ガヌドス
声 - 大野柚布子
ガヌドス港湾国の王女。
ヤナ
額に瞳の刺青をした少女。10歳。海賊と揶揄される部族「ヴァイサリアン」の娘。言葉遣いは荒っぽく、やや人間不信。セントノエル学園の特別初等部に入る。
キリル
ヤナの弟。7歳。姉と同様、額に刺青がある。セントノエル学園の特別初等部に入る。

### 混沌の蛇の関係者
ジェム
声 - 利根健太朗
レムノ王国の民衆の味方・革命軍を名乗っている。
その正体は混沌の蛇の一員であり、サンクランドの風鴉の一員として周辺諸国に紛争の火種を撒いていた。ミーアがギロチンにかけられた全ての元凶となっている。
最初の時間軸では風鴉でミーアの悪い噂を流しシオンとミーアを分断工作に成功。ベルマンを焚き付けて、百人隊とルールー族の紛争の火種を起こしてルドルフォン辺土伯を殺害し、その罪をティアムーンの王族に着せて民や革命家を煽り、ティアムーン帝国の革命に成功した。
2度目の時間軸ではシオンとミーアの分断や百人隊とルールー族の紛争勃発に失敗した為、レムノ王国に標的を変更。しかしこれもミーア達によって阻止され、自分は捕縛される。本来ならそのまま処刑されるのだが、自分と同じように逆行する可能性を考えたミーアが助命を提案、それに対して「拷問を受けても何もしゃべらないぞ」と言ったところ、ラフィーナに3年間毎日説教される、という罰を受ける羽目になった。なお、この罰によって混沌の蛇に関する情報を引き出すことに成功している。
なお、「ジェム」はレムノ王国において名前を名乗らない人間を「名無しのジェム」と呼称するほどありふれた名前であり（現実世界におけるジョン・スミスのようなもの）、彼の本名であるかどうかは不明。
バルバラ
シュトリナの専属メイド兼教育係。貴族に恨みを持っている。
火 馬駆（カ・マク)
2頭の戦狼を使役する狼使い。愛馬は月兎馬の影雷（えいらい）。
アレクシス
ティアムーン帝国の初代皇帝であり、ミーアの先祖に当たる男。実は混沌の信者だった。
ヴァレンティナ・レムノ
アベルの一番上の姉。レムノ王国第一王女。ミーアが14歳になる5年前に亡くなっていると思われたが、実際は生きており、混沌の蛇で求心力を示すためのシンボルとして君臨する巫女となっていた。

### その他の登場人物
ギロちん
声 - 長谷川玲奈
手足が生えたギロチンをデフォルメした姿のキャラクター。ミーアに迫りくる処刑に対する恐怖を視覚化した存在で、ミーアが頭の中でイメージしたキャラクターであり現実には存在しない。後に処刑の未来が無くなったため、日記とともに消滅。ただしあくまでもイメージなので、その後も登場している。
元々はコミカライズ版においてミーアの想像内にのみ登場しており、名前も無かった。本作が舞台化した際の原作書籍版第4巻までに登場する全33名が対象の人気キャラクター投票で4位となる。コミカライズ版第4巻発売時に公式グッズとして「ギロちんマスコットキーホルダー」が商品化されている。

## 用語・地理

### 用語
日記
ミーアが投獄された時から処刑直前まで、ミーア自身が書いた日記。
処刑の際も手元にあったため、表紙には飛び散ったミーアの血が付着している。
ミーアが逆行した際にこの日記も一緒に付いてきており、日記の記述を参考に処刑回避を行うこととなる。
ミーアの行動で未来が変わると日記の記述も変化する。最終的にはルールー族との抗争を回避したことで処刑の未来がなくなり、投獄されてから書き始める日記は存在自体が矛盾しているため消滅した。
混沌の蛇
聖ヴェールガ公国や中央正教会に仇をなし、あらゆる秩序を破壊し、世界を混沌に落とし入れようとしている破壊者の集団。歴史の裏で暗躍しているが詳しいことは分かっていない。
ティアムーン帝国の格差問題やレノムの男女差別問題、サンクランドの他国の見下す傾向などを狙うなど人の弱い心につけ込むのを得意とする。

### 地理
ティアムーン帝国
ミーアの故郷であり、本作の世界に存在する大陸の二大強国の一つ。
最初の時間軸では、帝国の財政悪化に加え、疫病の発生や帝国内に存在する少数民族ルールー族の反乱、大陸全土を巻き込むほどの大飢饉の発生と言った社会混乱が立て続けに起き、その状況を少しでも改善すべくミーアとルードヴィッヒは東奔西走したが、革命の聖女であるティオーナ・ルドルフォンによって革命が起き、サンクランドのシオンの介入もあり、ミーアや皇帝は処刑され滅んでいる。財政悪化や疫病を除くこれら一連の食料不足・出来事はサンクランドの風鴉によるものだと判明している。コミカライズの8巻に収録されている作者の書き下ろし小説で、ティオーナの弟セロが、開発した新種の麦を世間に出す事を意図的に遅らせた事により多くの人が餓死となりティアムーン帝国の分裂の原因の一因となっている事が判明した。
本時間軸ではミーア達によって回避されている。
サンクランド王国
シオンの故郷。ティアムーン帝国と大陸を二分する強国で、法と正義を重んじる国家であり公正であることを是とする。王族の知らないところで諜報員が各国に潜入し、暗躍を行っており、最初の時間軸では、ティアムーン帝国では帝国を崩壊させるために様々な策謀を弄していた。これがミーアが以前の時間軸で革命軍によって処刑される原因を作っていた。
貴族の中でも伝統的な保守層「領土拡大派」は「無能な王に統治されるより、栄光あるサンクランド国王に統治されたほうが人々の幸福になるだろう」という傲慢な考え方を持ち、他国の主権を軽んじる傾向にあり、その為なら他国民や自国の王族や国民さえも巻き込んでもやむ得ないと思っている。この思想は、風鴉のグレアムも同じ考えであり、混沌の蛇に利用されるきっかけを作っていた。本世界線では、第四部第62話「御前会議」で、軍を騎馬王国に派遣しようとするも「短慮なことはするべきではない。真実を見極めるためにも、どうか、陛下、ご命令をいただきたく」とシオンに否定されている。
レムノ王国
アベルの故郷。大陸における中堅国家であり、二大強国でも無視できない強大な武力を誇る軍事国家。その為、王室関係者は剣の強さを重視するほか、男尊女卑の傾向も強い。
聖ヴェールガ公国
ラフィーナの故郷。宗教公国であり、大陸の住民に古くから信仰されている中央正教会の本拠地であるため「公国を敵に回すことは、大陸を敵に回すことと同義」とされる。その為、軍事力を持たないものの絶大な発言権を持つ国。
騎馬王国
神聖ヴェールガ公国の東側に位置する国。同国の民は馬と共に生活している。12部族からなり、中でも馬龍の出身部族である龍族は優れた馬術の使い手。
ペルージャン農業国
ラーニャの故郷。ティアムーン帝国の南西に位置する国。国土のほとんどが農地であり、国民も農業関係者が多い。食料自給率が低いティアムーン帝国にとっては、この国から輸入されてくる農作物は非常に重要なものとなっているが、反農思想の強いティアムーン帝国ではこの国の存在を軽視する貴族が多い。
ガヌドス港湾国
ティアムーン帝国の西部に隣接する小国。古くから帝国に恭順を誓う友好国の一つ。ガレリア海という内海に接しており、この国から輸入されてくる海産物が海と接する領地を有していないティアムーン帝国の食糧事情に大きな影響を与えている。
ミラナダ王国

## 既刊一覧

### 小説
- 餅月望（著）・Gilse（イラスト）、TOブックス、既刊19巻（2025年8月15日現在）
  - 『ティアムーン帝国物語 〜断頭台から始まる、姫の転生逆転ストーリー〜』、2019年7月1日第1刷発行（6月10日発売[21]）、ISBN 978-4-86472-815-7
  - 『ティアムーン帝国物語2 〜断頭台から始まる、姫の転生逆転ストーリー〜』、 2019年12月1日第1刷発行（11月9日発売[22]）、ISBN 978-4-86472-872-0
  - 『ティアムーン帝国物語3 〜断頭台から始まる、姫の転生逆転ストーリー〜』、2020年3月1日第1刷発行（2月10日発売[23]）、ISBN 978-4-86472-914-7
  - 『ティアムーン帝国物語4 〜断頭台から始まる、姫の転生逆転ストーリー〜』、2020年7月1日第1刷発行（6月10日発売[24]）、ISBN 978-4-86699-005-7
  - 『ティアムーン帝国物語5 〜断頭台から始まる、姫の転生逆転ストーリー〜』、2020年11月1日第1刷発行（10月10日発売[25]）、ISBN 978-4-86699-065-1
  - 『ティアムーン帝国物語6 〜断頭台から始まる、姫の転生逆転ストーリー〜』 2021年2月1日第1刷発行（1月9日発売[26]）、ISBN 978-4-86699-096-5
  - 『ティアムーン帝国物語7 〜断頭台から始まる、姫の転生逆転ストーリー〜』、2021年6月1日第1刷発行（5月10日発売[27]）、ISBN 978-4-86699-180-1
  - 『ティアムーン帝国物語8 〜断頭台から始まる、姫の転生逆転ストーリー〜』、2021年10月1日第1刷発行（9月10日発売[28]）、ISBN 978-4-86699-180-1
  - 『ティアムーン帝国物語9 〜断頭台から始まる、姫の転生逆転ストーリー〜』、2022年2月1日第1刷発行（1月8日発売[29][30]）、ISBN 978-4-86699-376-8 / ISBN 978-4-86699-377-5（ドラマCD&書き下ろし短編付き）
  - 『ティアムーン帝国物語10 〜断頭台から始まる、姫の転生逆転ストーリー〜』、2022年6月1日第1刷発行（5月10日発売[31]）、ISBN 978-4-86699-487-1
  - 『ティアムーン帝国物語11 〜断頭台から始まる、姫の転生逆転ストーリー〜』、2022年10月1日第1刷発行（9月10日発売[32]）、ISBN 978-4-86699-572-4
  - 『ティアムーン帝国物語12 〜断頭台から始まる、姫の転生逆転ストーリー〜』、2023年2月1日第1刷発行（1月10日発売[33]）、ISBN 978-4-86699-704-9
  - 『ティアムーン帝国物語13 〜断頭台から始まる、姫の転生逆転ストーリー〜』、2023年4月10日発売[34]、ISBN 978-4-86699-804-6
  - 『ティアムーン帝国物語14 〜断頭台から始まる、姫の転生逆転ストーリー〜』、2023年9月9日発売[35]、ISBN 978-4-86699-938-8
  - 『ティアムーン帝国物語15 〜断頭台から始まる、姫の転生逆転ストーリー〜』、2023年12月20日発売[36]、ISBN 978-4-86794-002-0
  - 『ティアムーン帝国物語短編集〜断頭台から始まる、姫の転生逆転ストーリー〜』、2024年5月15日発売[37]、ISBN 978-4-86794-180-5
  - 『ティアムーン帝国物語16 〜断頭台から始まる、姫の転生逆転ストーリー〜』、2024年9月20日発売[38]、ISBN 978-4-86794-314-4
  - 『ティアムーン帝国物語17 〜断頭台から始まる、姫の転生逆転ストーリー〜』、2025年1月15日発売[39]、ISBN 978-4-86794-429-5
  - 『ティアムーン帝国物語18 〜断頭台から始まる、姫の転生逆転ストーリー〜』、2025年8月15日発売[40]、ISBN 978-4-86794-670-1

### 児童書版
- 餅月望（著）・U35（イラスト）・Gilse（キャラクター原案）、TOジュニア文庫〈TOブックス〉、既刊6巻（2024年9月2日現在）
  - 『ティアムーン帝国物語1〜断頭台から始まる、姫の転生逆転ストーリー〜』、2022年12月1日発売[41]、ISBN 9784866997056
  - 『ティアムーン帝国物語2〜断頭台から始まる、姫の転生逆転ストーリー〜』、2023年2月1日発売[42]、ISBN 9784866997575
  - 『ティアムーン帝国物語3〜断頭台から始まる、姫の転生逆転ストーリー〜』、2023年5月1日発売[43]、ISBN 9784866998374
  - 『ティアムーン帝国物語4〜断頭台から始まる、姫の転生逆転ストーリー〜』、2023年10月2日発売[44]、ISBN 9784866999531
  - 『ティアムーン帝国物語5〜断頭台から始まる、姫の転生逆転ストーリー〜』、2024年2月1日発売[45]、ISBN 9784867940709
  - 『ティアムーン帝国物語6〜断頭台から始まる、姫の転生逆転ストーリー〜』、2024年9月2日発売[46]、ISBN 978-4-86794-299-4

### 漫画
- 餅月望（原作）・Gilse（キャラクター原案）・杜乃ミズ（作画） 『ティアムーン帝国物語〜断頭台から始まる、姫の転生逆転ストーリー〜＠COMIC』 TOブックス〈コロナ・コミックス〉、既刊10巻（2025年8月15日現在）
  - 『ティアムーン帝国物語〜断頭台から始まる、姫の転生逆転ストーリー〜＠COMIC第1巻』、2020年2月1日第1刷発行（1月20日発売[47]）、ISBN 978-4-86472-902-4
  - 『ティアムーン帝国物語〜断頭台から始まる、姫の転生逆転ストーリー〜＠COMIC第2巻』、2020年9月1日第1刷発行（8月15日発売[48]）、ISBN 978-4-86699-026-2
  - 『ティアムーン帝国物語〜断頭台から始まる、姫の転生逆転ストーリー〜＠COMIC第3巻』、2021年6月1日第1刷発行（5月15日発売[49]）、ISBN 978-4-86699-181-8
  - 『ティアムーン帝国物語〜断頭台から始まる、姫の転生逆転ストーリー〜＠COMIC第4巻』、2022年3月1日第1刷発行（2月15日発売[50]）、ISBN 978-4-86699-449-9
  - 『ティアムーン帝国物語〜断頭台から始まる、姫の転生逆転ストーリー〜＠COMIC第5巻』、2022年10月1日第1刷発行（9月15日発売[51]）、ISBN 978-4-86699-573-1
  - 『ティアムーン帝国物語〜断頭台から始まる、姫の転生逆転ストーリー〜＠COMIC第6巻』、2023年4月15日発売[52]、ISBN 978-4-86699-807-7
  - 『ティアムーン帝国物語〜断頭台から始まる、姫の転生逆転ストーリー〜＠COMIC第7巻』、2023年10月14日発売[53]、ISBN 978-4-86699-976-0
  - 『ティアムーン帝国物語〜断頭台から始まる、姫の転生逆転ストーリー〜＠COMIC第8巻』、2024年5月15日発売[54]、ISBN 978-4-86794-175-1
  - 『ティアムーン帝国物語〜断頭台から始まる、姫の転生逆転ストーリー〜＠COMIC第9巻』、2025年1月15日発売[55]、ISBN 978-4-86794-407-3
  - 『ティアムーン帝国物語〜断頭台から始まる、姫の転生逆転ストーリー〜＠COMIC第10巻』、2025年8月15日発売[56]、ISBN 978-4-86794-656-5

### スピンオフ
- 餅月望（原作）・Gilse（キャラクター原案）・直晴（作画） 『ティアムーン帝国物語〜従者たちのお茶会〜』 TOブックス〈コロナ・コミックス〉、既刊1巻（2023年10月14日現在）
  - 『ティアムーン帝国物語〜従者たちのお茶会〜 第1巻』 2023年10月14日発売[57][58]、ISBN 978-4-86699-977-7

### オーディオブック
2020年8月15日からオーディオブックサービスのAudibleで、斎藤楓子の朗読が配信されている。

## メディア展開

### ドラマCD
第1弾は2022年1月8日に原作9巻と同時に発売された。第2弾は2023年4月10日に原作13巻と同時に発売された。第3弾は2023年12月20日に原作15巻と同時に発売された。
スタッフは以下の通り  。キャストについては登場人物項目の声優の記述を参照。
スタッフ
- 原作 - 餅月望
- ジャケットイラスト -  Gilse
- 脚本 - 赤尾でこ
- 音楽 - 藤本コウジ（Sus4 Inc.）、イーヴォ org.
- 音響監督 - 亀山俊樹
- 音響効果 - 和田俊也
- 録音調整 - 伊藤泉稀(第1弾)、松田悟(第2弾)、松田 悟、林奈緒美(第3弾)
- 録音助手 - 砂庭舞(第1弾)、月岡陽菜(第2弾)、
- 録音スタジオ -  Studio2010: (第1弾)、タバック(第2・3弾)、STUDIO SIERR (第3弾)
- 音響制作 - ビットグルーヴプロモーション

### 舞台
「ティアムーン帝国物語 THE STAGE 」は、2020年9月9日から13日まで新宿村LIVEにて上演。脚本は西瓜すいか、演出は篠目ゆきで、2021年1月29日にDVDが発売されている。
「ティアムーン帝国物語 THE STAGE II 」は、2021年7月14日から19日まで六行会ホールにて上演。脚本は⻄⽠すいか、演出は⽯⽑元貴（milestone）で、ストーリーは原作エピソードを再構成したオリジナル。2021年12月31日にはDVDが発売された。
「ティアムーン帝国物語〜断頭台（）姫on the stage〜 」は、2023年11月9日から16日まで飛行船シアターにて上演。脚本は西瓜すいか、演出は田中精（30-DELUX）で、初演の舞台をアレンジしキャストを変更した舞台となっている。

#### キャスト
役名の後に（※）が付いているのは舞台版オリジナルキャラクター。
第一弾。
- ミーア - 平松可奈子
- アベル - 笠原織人
- シオン - 横田陽介
- ルードヴィッヒ - 佑太
- キースウッド - 髙木聡一朗
- アンヌ - 田畑寧々[注 2]
- ディオン - 森下竣平
- クロノ（※） - 霜月紫
- ルージュ（※） - 竹鼻優太
- ブラン（※） - 山口翼
- ティオーナ - 草場愛
- リオラ - 河地柚奈
- ゲイン - 田中稔
- ジェム - 春見しんや
- モニカ - 西村ケリー
- ワグル - 大野愛
- ベルマン⼦爵 - 中山佳大
- グレアム - 根井雅人
- スザンナ（※） - 谷平沙友理
- トルテ（※） - 芦澤梨沙
- ズッカ（※） - 浅見萌子
- フォークロード - 山田貴之
- エグル - 咲田雄作
- サバラン（※） - SOH
- サンド（※） - 犬塚達都
- モレス神⽗ - 岩瀬和樹
- マルス（※） - 渡辺誠也
- ダイヤ（※） - 美尾優気
- バッカス（※） - 九十九康貴

第二弾。
- ミーア - 平松可奈子
- シオン - 堀田怜央
- キースウッド - 及川洸
- アベル - 福山聖二
- ルードヴィッヒ - 佑太
- エメラルダ - 上枝恵美加
- シュトリナ - 吉川日菜子
- ティオーナ - 草場愛
- ミーアべルージュ（※） - 竹鼻優太
- ブラン（※） - 山口翼
- エシャール - 霜田哲朗
- ディオン - 森下竣平
- ラフィーナ - 歌倉千登星
- アンヌ - 藤崎朱香
- リオラ - 花井円香
- ニーナ - 入江怜
- アンギウス（※） - 東達也
- エイブラム - 誠仁
- ミルフィ（※） - 芦澤梨沙
- バウム（※） - 武田あいか
- サルパ（※） - 山岡亜珠紗
- マルム（※） - 山田陽大
- ランプロン - 金純樹
- クレス（※） - 亀井陵市
- ウラル（※） - 飛鳥
- オリオン（※） - 伊東桃矢
- クロノ（※） - 鳥居みゆき

第三弾。
- ミーア - 宮崎あみさ
- アンヌ - 湯本亜美
- シオン - 熊澤歩哉
- アベル - 吉田知央
- キースウッド - 高士幸也
- ルードヴィッヒ - 株元英彰
- ディオン - 樫澤優太（IVVY）
- ティオーナ - 鵜川もえか
- リオラ - 河地柚奈
- モニカ - 奥村優希（×純文学少女歌劇団）
- ジェム - 三浦修
- ベルマン子爵 - 久野木貴士
- ワグル - 神木祐希
- エグル - 大成翔輝
- フォークロード - 遠藤佑哉
- スザンナ（※） - 栗林かすみ
- ゲイン - 森田凱斗
- モレス神父 - 並木愁太郎
- サンド（※） - 永易大空
- トルテ（※） - 唐沢朱音
- グレアム - 友常勇気
- クロノ（※） - 田上真里奈

### テレビアニメ
2022年9月にテレビアニメ化が発表され、2023年10月から12月までTOKYO MXほかにて放送された。

#### スタッフ
- 原作 - 餅月望[12]
- 原作イラスト - Gilse[75]
- 監督 - 伊部勇志[12]
- シリーズ構成 - 赤尾でこ[12]
- キャラクターデザイン・総作画監督 - 大塚舞[12]
- サブキャラクターデザイン - 藤井ありさ[75]
- プロップデザイン - 直木祥子[75]
- 色彩設計 - 山口真奈美[16]
- 美術監督 - 中原英統[16]
- 美術設定 - 藤瀬智康[16]
- 撮影監督 - 新谷優子[16]
- 3D監督 - 江田恵一[16]
- 2Dワークス - チップチューン[16]
- 編集 - 近藤勇二[16]
- 音響監督 - 亀山俊樹[16]
- 音響効果 - 和田俊也[75]
- 音響制作 - ビットグルーヴプロモーション[75]
- 音楽 - 藤本コウジ[12]
- 音楽制作 - キングレコード[16]
- 音楽プロデューサー - 諏訪豊[75]
- プロデューサー - 青井宏之[75]、諏訪豊[75]、外川明宏[75]、峯岸凱[75]、大和田智之[75]
- アニメーションプロデューサー - 金子逸人[75]、清水優人[75]
- アニメーション制作 - SILVER LINK.[12]
- 製作 - ティアムーン帝国物語製作委員会2023（MBS、キングレコード、ムービック、TOブックス、BS11）

#### 主題歌
「ハッピーエンドプリンセス」
上坂すみれの歌唱によるオープニングテーマ。作詞・作曲は大石昌良、編曲は大石昌良と園田健太郎。
「Queen of the Night」
カノエラナの歌唱によるエンディングテーマ。作詞・作曲はカノエラナ、編曲は河合英嗣。

#### 各話リスト
| 話数   | サブタイトル                           | 脚本     | 絵コンテ         | 演出       | 作画監督                                                             | 総作画監督                                    | 初放送日       |
| ------ | -------------------------------------- | -------- | ---------------- | ---------- | -------------------------------------------------------------------- | --------------------------------------------- | -------------- |
| 第1話  | 断頭台から始まるお姫様                 | 赤尾でこ | 伊部勇志         | 伊部勇志   | 髙橋瑞紀 直木祥子 寿夢龍 中村蘭子                                    | 大塚舞                                        | 2023年 10月8日 |
| 第2話  | ミーア姫、ドヤ顔を披露する             | 赤尾でこ | 伊部勇志         | 伊部勇志   | 古谷梨絵 直木祥子 寿夢龍                                             | 塩川貴史                                      | 10月15日       |
| 第3話  | ミーア姫、種をまく                     | 赤尾でこ | 澤井幸次         | 廣田陽香   | 髙橋瑞紀 直木祥子 寿夢龍 中村蘭子 koto                               | 大塚舞                                        | 10月22日       |
| 第4話  | シャルウィーダンス？                   | 赤尾でこ | 伊部勇志         | 伊部勇志   | 直木祥子 古谷梨絵 渡辺大貴 HONG NHUNG                                | 大塚舞                                        | 10月29日       |
| 第5話  | ミーア姫、キュンとする                 | 若松遼   | 毛利和昭         | 薮内悠     | 陳小兰 李望斌                                                        | 大塚舞 塩川貴史                               | 11月5日        |
| 第6話  | 剣術大会 アベルの戦い                  | 若松遼   | ワタナベシンイチ | 加藤段像   | 直木祥子 古谷梨絵 寿夢龍 koto                                        | 大塚舞 塩川貴史                               | 11月12日       |
| 第7話  | ミーア姫、冴え渡る                     | 入江信吾 | 毛利和昭         | 菱川直樹   | 川口弘明 洪範錫 金子匡邦 BigOwl Revival                              | 塩川貴史 古谷梨絵 直木祥子                    | 11月19日       |
| 第8話  | ミーア姫、あざとい笑みを浮かべる       | 入江信吾 | 澤井幸次         | 小野田雄亮 | 吴晓菜                                                               | 直木祥子 寿夢龍 koto                          | 11月26日       |
| 第9話  | ミーア姫（恋愛脳）の選択               | 若松遼   | 岩畑剛一         | 廣田陽香   | 北島勇樹 古谷梨絵 星野美波 安藤香春 和田祐二                         | 大塚舞                                        | 12月3日        |
| 第10話 | ミーア姫、誘拐事件！                   | 入江信吾 | 毛利和昭         | 菱川直樹   | 金子匡邦 洪範錫 永田正美 𠮷田肇                                      | 直木祥子 寿夢龍 koto 平田和也 澤入祐樹 大塚舞 | 12月10日       |
| 第11話 | 再会と決闘と……                         | 赤尾でこ | 細田雅弘         | 細田雅弘   | 山吉一幸 寿夢龍 直木祥子 古谷梨絵 koto 西田美弥子 山下詩織 朱央 BEEP | 塩川貴史                                      | 12月17日       |
| 第12話 | 大事に育ててきたものを枯らさないために | 赤尾でこ | 澤井幸次         | 伊部勇志   | 久松沙紀 石之博和 安藤香春 北島勇樹 星野美波 BEEP St μ               | 大塚舞                                        | 12月24日       |

#### 放送局
| 放送期間                 | 放送時間                     | 放送局   | 対象地域   | 備考                               |
| ------------------------ | ---------------------------- | -------- | ---------- | ---------------------------------- |
| 2023年10月8日 - 12月24日 | 日曜 1:00 - 1:30（土曜深夜） | TOKYO MX | 東京都     |                                    |
|                          |                              | BS11     | 日本全域   | 製作参加 / BS放送 / 『ANIME+』枠   |
|                          | 日曜 2:38 - 3:08（土曜深夜） | 毎日放送 | 近畿広域圏 | 製作参加 / 『アニメシャワー』第2部 |

| 配信開始日     | 配信時間                          | 配信サイト |
| -------------- | --------------------------------- | --- |
| 2023年10月8日  | 日曜 1:00（土曜深夜） 更新        | dアニメストア U-NEXT アニメ放題 |
| 2023年10月13日 | 金曜 0:00（木曜深夜）以降順次配信 | ABEMA Amazon Prime Video アニメタイムズ （Amazonチャンネル） バンダイチャンネル DMM TV FOD HAPPY!動画 Hulu J:COM STREAM Lemino MBS動画イズム milplus ムービーフルPlus ニコニコチャンネル ニコニコ生放送 auスマートパスプレミアム TELASA TVer YouTube クランクイン!ビデオ |

#### BD
| 巻 | 発売日         | 収録話          | 規格品番 |
| -- | -------------- | --------------- | -------- |
| 1  | 2023年12月20日 | 第1話 - 第3話   | KIXA-969 |
| 2  | 2024年1月24日  | 第4話 - 第6話   | KIXA-970 |
| 3  | 2024年2月21日  | 第7話 - 第9話   | KIXA-971 |
| 4  | 2024年3月20日  | 第10話 - 第12話 | KIXA-972 |